# Bellanca CF
El Bellanca CF fue uno de los primeros monoplanos de ala alta y cabina cerrada, diseñado por Giuseppe Mario Bellanca, que inició una exitosa serie de aviones Bellanca. Bellanca fue nominado para el Trofeo Collier en 1922 por el diseño del CF.

## Desarrollo
Bellanca construyó una serie de biplanos para la Maryland Pressed Steel Company, que entró en bancarrota poco después de la Primera Guerra Mundial. Bellanca se mudó a Omaha, Nebraska, para fundar la Roos-Bellanca Aircraft Company con Victor H. Roos y A.H. Fetters. La efímera compañía produjo sólo un Bellanca CF, pero el aparato de cabina cerrada estaba adelantado a su época, antes de que los contratos de correos hicieran rentable la producción de aviones, y fue un importante paso en una serie de aviones establecedores de récords desarrollados posteriormente por Bellanca.

## Diseño
Bellanca comenzó el diseño del CF en 1921. El Bellanca CF tenía un fuselaje de madera contrachapada de caoba, y la cola, el ala y las superficies de arriostramiento, recubiertos de tela. El avión presentaba una cabina totalmente cerrada, con pequeñas ventanas. El fuselaje estaba reforzado con cables de acero. El tren de aterrizaje era de laminado de madera de fresno con chapa de abedul. Las riostras de las alas, hechas de cedro blanco, tenían formas aerodinámicas funcionales para ayudar en la sustentación.
La Yellow Aircab Company, establecida en Nueva York, compró el CF en 1924 y lo modificó con una actualizada cabina delantera, más ventanas y un motor Anzani de 110 hp. En 1928, fue modificado con un depósito de combustible de 208,2 litros y una cola vertical modificada.

## Historia operacional
Bellanca conoció a la hija de su casero en Nebraska, Dorothy Brown, que también le ayudó en la construcción del solitario CF. Se casaron el 8 de noviembre de 1922.
El Bellanca CF fue probado en vuelo por el piloto de correos Harry G. Smith, el 8 de junio de 1922, en Fort Crook, Nebraska. El avión realizó rizos y toneles. El CF fue volado por el territorio para acumular publicidad de cara a futuras ventas. Fue exhibido en la siguiente Midwestern Flying Meet en Monmouth, Illinois, ganando cuatro premios en prestaciones. El piloto de correos Bill Hobson voló el CF en la Tarkio Aero Meet, la Interstate Aero Meet, y las National Air Races de 1923, ganando el concurso de eficiencia. También se celebraron dos ceremonias de boda en la cabina. Bellanca abandonó la efímera compañía en 1924, uniéndose a la Wright Aeronautical como asesor. 
La Yellow Air Cab Company y la Continental Aircraft Corporation compraron el avión para uso con pasajeros y entraron en bancarrota. El avión pasó a propiedad privada, y fue modificado para que tuviera mayor alcance. El famoso piloto Bert Acosta despegó el avión para su vuelo de pruebas antes de que lo hiciera el que estaba previsto, Paul Koltze.
El único CF fue exhibido en el Roosevelt Field Air Museum, y luego se convirtió en propiedad de la familia Bellanca antes de ser donado a la colección del Smithsonian del National Air and Space Museum en 1960.
El Wright-Bellanca WB-1 fue el siguiente avance en aviones de madera de Bellanca.

## Especificaciones
Referencia datos: Air and Space Museum

### Características generales
- Tripulación: Uno (piloto)
- Capacidad: Cuatro pasajeros
- Longitud: 7 m (23 ft)
- Envergadura: 12,2 m (40 ft)
- Altura: 2,2 m (7,2 ft)
- Perfil alar: Bellanca M
- Peso vacío: 430,9 kg (949,7 lb)
- Peso cargado: 902,6 kg (1989,3 lb)
- Peso útil: 471,7 kg (1039,6 lb)
- Planta motriz: 1× motor radial de 7 cilindros refrigerado por aire Anzani.
  - Potencia: 71 kW (98 HP; 97 CV)
- Hélices: Bellanca bipala
- Diámetro de la hélice: 2,4 m

### Rendimiento
- Velocidad nunca excedida (Vne): 177 km/h (110 MPH; 96 kt)
- Velocidad crucero (Vc): 152,9 km/h (95 MPH; 83 kt)
- Velocidad de entrada en pérdida (Vs): 64,4 km/h (40 MPH; 35 kt)
- Alcance: 773 km (417 nmi; 480 mi)

## Aeronaves relacionadas

### Secuencias de designación
- Secuencia Letras/Letras y números (de Bellanca): CD - CE - CF - WB-2 - CH-200 - CH-300 →